# Гамалія Іван Михайлович
Гамалія Іван Михайлович (*? — 1750) — генеральний осавул Війська Запорозького.

## Біографія
Походив зі старовинного козацько-шляхетського роду Гамалій. Старший син Михайла Гамалії, генерального осавула, та його першої дружини (прізвище невідоме).
Брав участь у Великій Північній війні. Служив з початку 1704 року під Любарем. Залишився вірним російському імператору Петру I. 26 лютого 1709 року разом з родиною схоплений загоном московського військовика Боріса Шереметєва на переправі через річку Псел. Через заступництво полковника Данила Апостола та гетьмана Івана Скоропадського родину Гамалій було виправдано. Іван Гамалія разом з батьком брав участь у Полтавській битві. Потім гетьманом Скоропадським відпущений був у Гамаліївку.
Брав участь у поході під Кам'яний Затон у 1714 році. 1719 року був у Києві при гетьмані Скоропадському в його особистій канцелярії. 1721 року стає лохвицьким сотником. Тоді ж під орудою чернігівського полковника Павла Полуботка брав участь у спорудженні Ладозького каналу. 1723 року повертається до України. Того ж року брав участь у складанні Коломацьких петицій. 1724 року на посаді наказного лубенського полковника брав участь у Сулацькому поході до Північного Кавказу під загальним командуванням Михайла Милорадовича. За наказом останнього очолив козацькі загони в Астрахані. 1727 року стає бунчуковим товаришом у Лубенському полку (втім універсал на це отримав лише у 1735 році)
У 1727 році за пропозицією гетьмана Данила Апостола призначається генеральним осавулом. При цьому передав уряд лохвицького сотника молодшому братові Степану. Перебирається до Глухова. 1733 року за наказом гетьмана вирушає до Москви, де представляв інтереси Апостола. Повернувся на батьківщину у 1735 році.
1735 року брав участь у поході принца Людвига Гессен-Гомбурзького під час війни за польську спадщину. Гамалія перебував під орудою наказного гетьмана Якова Лизогуба, за наказом якого опікувався генеральною військовою артилерією і обозом. У 1736—1737 роках був членом комісії при царичанському магазині, наглядав за харчами для Миргородського і Полтавського полків.
У 1738 році відправлений для купівлі провіанту, в 1739 році стежив за висилкою в Кримській похід козаків, волів і погоничів. 1739 року брав участь у битві під Ставчанами, захопленні Хотина і Ясс. По поверненню опинився в порядкуванні Олександра Рум'янцева, голови правління гетьманського уряду. Помер у 1750 році.

## Родина
- Микола (1734—1775), військовий товариш
- Іван (д/н — бл. 1762), бунчуковий товариш в Лубенському полку
- Михайло (1746—д/н), бунчуковий товариш